# Sabine Schrenk
Sabine Schrenk (* 16. Dezember 1954 in Heidelberg) ist eine deutsche Christliche Archäologin.
Sabine Schrenk besuchte das Gymnasium in Emmendingen, wo sie 1973 das Abitur ablegte. Sie studierte Klassische Archäologie, Christliche Archäologie und Alte Geschichte an der Universität Freiburg und seit 1975 an der Universität Bonn. 1980 erwarb sie den Magister Artium mit der Arbeit Ikonographische Untersuchungen zum attischen Nymphenrelief Es folgte ab 1987 ein Promotionsstudium in Bonn. 1992 erfolgte die Promotion in Christlicher Archäologie, Thema der von Josef Engemann betreuten Dissertation war Typos und Antitypos in der frühchristlichen Kunst.
1981 bis 1983 und 1985 bis 1988 war sie für das Römisch-Germanische Museum in Köln u. a. im Ortsarchiv tätig, wo sie sich mit der archäologischen Kartierung beschäftigte, seit 1991 zwei Jahre am Franz Joseph Dölger-Institut in Bonn, wo sie in der Redaktion des Reallexikon für Antike und Christentum beschäftigt war. Unterstützt durch ein Forschungsstipendium der Deutschen Forschungsgemeinschaft forschte Schrenk zu den sogenannten Registerbehängen (einer speziellen Form von spätantike Wandbehängen), die weltweit in Museen verteilt sind. Seit 1999 war sie als Konservatorin für Kunst vor 1500 an der Abegg-Stiftung in Riggisberg tätig. 2005 habilitierte Schrenk sich an der Theologischen Fakultät der Universität Marburg für das Fach Christliche Archäologie und Byzantinische Kunstgeschichte und wurde zur Privatdozentin ernannt. Von 2009 bis zu ihrem Ruhestand 2019 hatte sie eine auf zehn Jahre angelegte W2-Stiftungsprofessur für Christliche Archäologie an die Universität Bonn inne, mit der die Christliche Archäologie an der Bonner Universität nach mehreren Jahren wieder belebt wurde. Ihre Nachfolge trat 2020 Sabine Feist an.
Schrenk beschäftigt sich insbesondere mit den Textilien der spätantiken und frühislamischen Zeit, einer Thematik, mit der sie sich seit ihrer Promotionszeit befasste. Zudem befasst sie sich mit der Bildforschung.

## Schriften
- Typos und Antitypos in der frühchristlichen Kunst, Aschendorff, Münster 1995, ISBN 3-402-08105-9  (Jahrbuch für Antike und Christentum Ergänzungsband 21) (= Dissertation)
- Textilien des Mittelmeerraumes aus spätantiker bis frühislamischer Zeit, Abegg-Stiftung, Riggisberg 2004, ISBN 3-905014-24-6 (Die Textilsammlung der Abegg-Stiftung Band 4) (= Habilitationsschrift)

## Belege
1. ↑  Uni Bonn: Abteilung Christliche Archäologie wird wieder eröffnet
2. ↑  Prof. Dr. Sabine Feist — Institut für Archäologie und Kulturanthropologie. Abgerufen am 6. April 2021.

| Personendaten    | Personendaten                    |
| ---------------- | -------------------------------- |
| NAME             | Schrenk, Sabine                  |
| KURZBESCHREIBUNG | deutsche Christliche Archäologin |
| GEBURTSDATUM     | 16. Dezember 1954                |
| GEBURTSORT       | Heidelberg                       |